# 田部井 (小惑星)
田部井 (たべい、6897 Tabei) は、小惑星帯にある小惑星の一つ。アントニーン・ムルコスがクレチ天文台で発見した。
エベレストの女性初の登頂に成功した日本の登山家、田部井淳子に因んで名付けられた。